# Más sabe el Diablo por viejo
Más sabe el Diablo por viejo (bra: Golpe de Idade) é uma comédia cinematográfica mexicana de 2018 dirigida por José Pepe Bojórquez, com roteiro de Bojórquez, e Alfredo Félix-Díaz. É uma história original de Brad Hall e Ty Granoroli. O filme estreou em 26 de julho de 2018 no México, e é estrelado por Osvaldo Benavides e Sandra Echeverría.

## Elenco
- Osvaldo Benavides como Teo
- Sandra Echeverría como Dafne
- Martín Altomaro como Red
- Arturo Barba como Hugo Bellamy
- Ignacio López Tarso como Joselito
- Isela Vega como Marilú Sáez
- Lorena Velázquez como Angélica Aguirre
- Tara Parra como Victoria Placeres
- Tina Romero como Nelly Durán
- Patricio Castillo como Rudy Macedo
- Roger Cudney como Stuart Young
- Juan Luis Orendain como Antonio Abud
- Lupita Sandoval como Enfermeira Malena
- Tiaré Scanda como Conchita
- Rodrigo Abed como Famoso